# Eulecanium pallidior
Eulecanium pallidior är en insektsart som först beskrevs av Cockerell och King 1899.  Eulecanium pallidior ingår i släktet Eulecanium och familjen skålsköldlöss. Inga underarter finns listade i Catalogue of Life.